# Enzyme parfaite

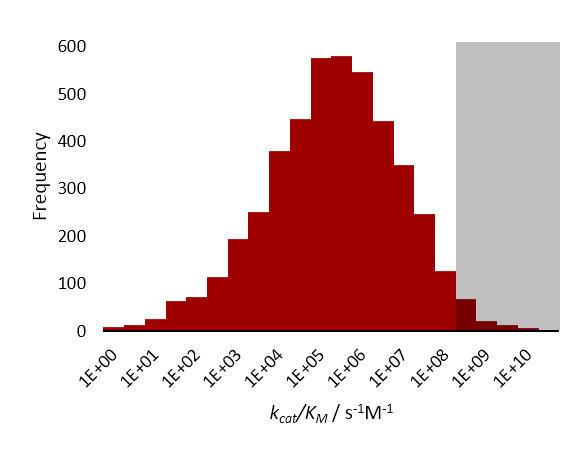
Distribution des constantes de vitesse enzymatiques bimoléculaires (k_{cat}/K_{M}). La plupart des valeurs sont autour de 10^{5} s^{−1}M^{−1}. Les enzymes les plus efficaces sont dans la zone grisée sur la droite (>10^{8} s^{−1}M^{−1}), les valeurs approchent la limite de diffusion. (Données adaptées de la référence)

Une enzyme parfaite est une enzyme dont la catalyse est si rapide, que pratiquement toutes les rencontres entre l'enzyme et le substrat donnent lieu à une réaction. La vitesse de la réaction catalytique est alors limitée par la diffusion du substrat vers l’enzyme. Soit le rapport kcat / Km, avec Km la constante de Michaelis-Menten, kcat le nombre de molécules de substrat transformées par chaque site actif par seconde. Ce rapport atteint la valeur limite de 108 à 109 M-1 s-1.
Parmi les exemples connus d'enzymes parfaites (catalytiquement parlant), on peut citer : la triose-phosphate isomérase, l'anhydrase carbonique, l'acétylcholinestérase, la catalase, la fumarase, la β-lactamase, la CO-déshydrogénase et la superoxyde dismutase. 
Certaines enzymes ont des cinétiques plus rapides que les vitesses de diffusion ne le permettent, alors que cela semble impossible. Des mécanismes ont été proposés pour expliquer ce phénomène. On pense que certaines protéines accélèrent la catalyse, en pré-orientant et faisant rentrer leur substrat dans le site à l'aide d'un champ dipolaire électrique. D'autres évoquent un mécanisme quantique tunnel, par lequel un proton ou un électron peut passer les barrières d'activation, bien qu'il reste des controverses pour les protons tunnels,.